# Wladimir Leopoldowitsch Schulz

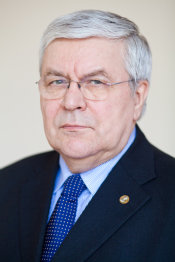
Wladimir Leopoldowitsch Schulz

Wladimir Leopoldowitsch Schulz (russisch Владимир Леопольдович Шульц, wiss. Transliteration Vladimir Leopol'dovič Šul'c; * 3. August 1948 in Nischni Tagil) ist ein sowjetischer bzw. russischer KGB- bzw. FSB-Offizier, der von 1999 bis 2000 Leiter der Akademie des Föderalen Sicherheitsdienstes der Russischen Föderation war.

## Leben
Schulz wurde als Sohn von Russlanddeutschen, die während des Deutsch-Sowjetischen Kriegs hinter den Ural deportiert wurden, geboren. Nach dem Schulabschluss (mit Auszeichnung, Medaille „Für besondere Leistungen im Unterricht“) nahm er 1967 ein Studium an der Philosophischen Fakultät der Staatlichen Universität Leningrad, benannt nach Andrei Alexandrowitsch Schdanow, auf, das er 1972 abschloss. Anschließend trat er in die Sowjetarmee ein. Von 1974 bis 1976 war er Lehrer an der Leningrader Forstakademie und von 1976 bis 1991 Lehrer am St. Petersburger Militärinstitut der Truppen der Nationalgarde. Anschließend trat er dem FSB bei und war von 1995 bis 1995 stellvertretender Leiter der Akademie des Föderalen Sicherheitsdienstes der Russischen Föderation, bevor er von 1998 bis 1999 Erster Stellvertretender Leiter und schließlich von 1999 bis 2000 deren Leiter wurde. Im Jahr 2000 schloss er einen Lehrgang an der Militärakademie des Generalstabes der Streitkräfte der Russischen Föderation ab. Er stand zuletzt im Rang eines russischen Generalobersts (entspricht dem deutschen Generalleutnant).

## Akademische Grade und Auszeichnungen
- 1989: Доктор философских наук. специальность 09.00.03 «история философии» (dt. Doktor der Geschichte der Philosophie) mit einer Arbeit über die Theoretische und methodische Probleme sozialer Kognition in der modernen westlichen Sozialphilosophie[1]
- 1991: Professor
- 2008: Korrespondierendes Mitglied der Russischen Akademie der Wissenschaften